# Paulina Ribeiro
Paulina Ribeiro (* 15. April 1950 in Uma Quic, Viqueque, Portugiesisch-Timor; † 9. November 2021 in Osttimor), Kampfname Bi Brani, war eine osttimoresische Unabhängigkeitskämpferin.

## Werdegang
Ribeiro war bereits vor der indonesischen Invasion am 7. Dezember 1975 Mitglied der OPMT (Organização Popular de Mulheres Timorense), der Frauenorganisation der FRETILIN. Bis zur Zerstörung der Widerstandsbasen 1978 lebte sie im Sektor Centre und kam dann zurück ins Zivilleben. Ab 1981 war Ribeiro wieder im Untergrund des osttimoresischen Widerstands aktiv. Nach dem Kraras-Massaker 1983 entschied sie sich, sich dem bewaffneten Widerstand in der Wildnis unter Kommandant Ular Rihir anzuschließen. Als Mitglied der OPMT war sie in der Region IV in Rotuto (Manufahi) aktiv. Im Camp lernte sie 1984, zusammen mit anderen Widerstandskämpfern, Lesen und Schreiben.
Ribeiro blieb bis zuletzt als Kämpferin aktiv. Erst nach dem Unabhängigkeitsreferendum in Osttimor 1999 und dem Abzug der Indonesier wurde sie offiziell am 25. Oktober 1999 demobilisiert und lebte wieder bei ihrer Familie im Dorf.
Ribeiro wurde mit dem Ordem de Timor-Leste ausgezeichnet. Nach ihrem Tod wurde sie auf dem Heldenfriedhof in Metinaro beigesetzt.